# Eching (Landkreis Landshut)
Eching ist eine Gemeinde im niederbayerischen Landkreis Landshut.

## Geografie

### Geografische Lage
Eching liegt im niederbayerischen Landkreis Landshut direkt an der Isar und an der B 11. Es ist nicht zu verwechseln mit dem Eching an der A 9 im oberbayerischen Landkreis Freising. Nach Landshut sind es nur 7 km, zur A 92 (Moosburg-Nord) 6 km, nach Moosburg 10 km, nach Freising und Erding jeweils 25 km und zum Flughafen München 30 km.

### Nachbargemeinden
- Moosburg (Landkreis Freising)
- Wang (Landkreis Freising)
- Buch am Erlbach
- Vilsheim
- Tiefenbach
- Bruckberg

### Gemeindegliederung

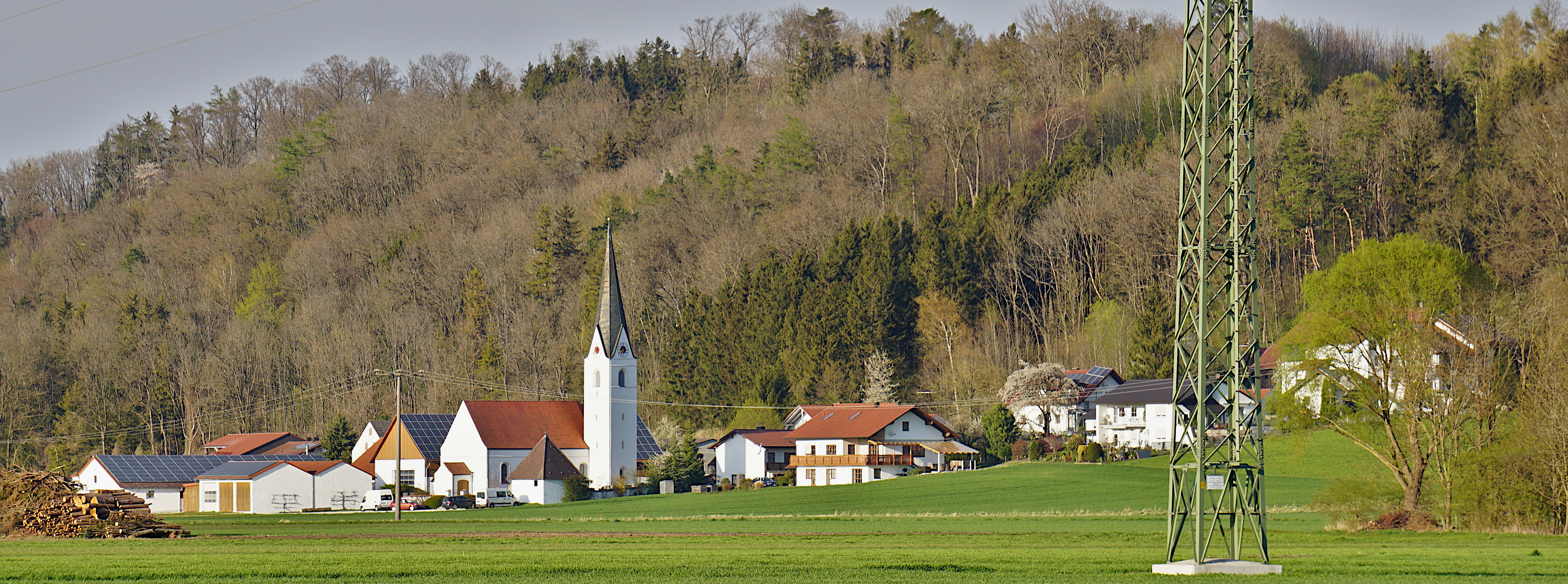
Thal bei Eching

Es gibt 23 Gemeindeteile (in Klammern ist der Siedlungstyp angegeben):
- Berghofen (Kirchdorf)
- Blaimberg (Einöde)
- Eching (Pfarrdorf)
- Grub (Einöde)
- Haag (Einöde)
- Haselfurth (Dorf)
- Haunwang (Kirchdorf)
- Heinzelwinkl (Weiler)
- Hofham (Dorf)
- Hüttenfurth (Einöde)
- Kronwinkl (Kirchdorf)
- Mühlstetten (Einöde)
- Neuhof (Weiler)
- Schapolterau (Dorf)
- Schirmreuth (Einöde)
- Schwaiba (Einöde)
- Schwaiblreuth (Einöde)
- Steinzell (Weiler)
- Thal (Kirchdorf)
- Viecht (Dorf)
- Weixerau (Dorf)
- Windten (Einöde)
- Zacherlmühle (Einöde)

Es gibt die Gemarkungen Eching, Kronwinkl, Berghofen, Haunwang und Viecht.

## Geschichte

### Bis zur Gemeindegründung
Laut einer urkundlichen Erwähnung aus dem Jahre 748 bestand in der Urpfarrei Eching eine Taufstelle an der Isar. An dieser Stelle soll eine hölzerne Taufkapelle errichtet worden sein, die später durch eine gotische Pfarrkirche ersetzt wurde. Dem Ortsnamen liegt der Personenname Echo zugrunde, der durch das Zugehörigkeitssuffix -ing abgeleitet ist.
Das Gebiet der 1204 gegründeten Stadt Landshut gehörte jahrhundertelang zum Pfarrsprengel Eching. Die ursprünglich gotische Pfarrkirche fiel 1702 einem Isarhochwasser zu Opfer. Von 1709 bis 1711 entstand die heutige Barockkirche, der im Jahre 1891 die Grabkapelle der gräflichen Familie von Preysing-Lichtenegg-Moos angegliedert wurde.
Eching gehörte zum Rentamt Landshut und zum Landgericht Erding des Kurfürstentums Bayern und war im Königreich Bayern Teil des Patrimonialgerichtes und des Steuerdistriktes Altfraunhofen.

### 20. Jahrhundert
Im Wettbewerb „Unser Dorf soll schöner werden“ wurde die Ortschaft Berghofen 1984 Kreissieger und Silbermedaillengewinner im Bezirkswettbewerb, die Ortschaft Kronwinkl 1996 Kreissieger und beim Bezirkswettbewerb Bronzemedaillengewinner.

### Eingemeindungen
Die heutige Gemeinde entstand am 1. Oktober 1970 durch den Zusammenschluss der Gemeinden Berghofen, Eching, Haunwang, Kronwinkl und Viecht. Mit etwas über 50 Einwohnern gehört der Gemeindeteil Eching zu den kleineren Gemeindeteilen. Die größten Ortschaften der Gemeinde sind Viecht und Weixerau mit etwa 1100 bzw. 1000 Einwohnern.

### Einwohner
Gemäß Bayerischem Landesamt für Statistik  haben sich die Einwohnerzahlen jeweils zum 31. Dezember eines Jahres wie folgt entwickelt:
| Stand | Einwohner |
| ----- | --------- |
| 1960  | 1490      |
| 1970  | 1569      |
| 1980  | 1884      |
| 1990  | 2430      |
| 1995  | 2741      |
| 2000  | 3191      |
| 2005  | 3557      |

| Stand | Einwohner |
| ----- | --------- |
| 2006  | 3579      |
| 2007  | 3684      |
| 2008  | 3708      |
| 2009  | 3732      |
| 2010  | 3752      |
| 2011  | 3717      |
| 2012  | 3735      |

| Stand | Einwohner |
| ----- | --------- |
| 2013  | 3756      |
| 2014  | 3826      |
| 2015  | 3903      |
| 2016  | 4034      |
| 2017  | 4062      |
| 2018  | 4119      |

Seit 1972, dem Jahr der Gemeindereform, hat sich die Einwohnerzahl bis 2015 um 2319 Personen erhöht. Das entspricht einem Wachstum von 146,40 Prozent. In den letzten zehn (fünf) Jahren wuchs die Einwohnerzahl um 9,05 (5,00) Prozent.
| Alter         | Einwohner nach Alter |
| ------------- | -------------------- |
| jünger als 18 | 20,7 %               |
| 18 bis 29     | 12,8 %               |
| 30 bis 49     | 32,5 %               |
| 50 bis 64     | 21,0 %               |
| älter als 65  | 13,0 %               |

## Politik

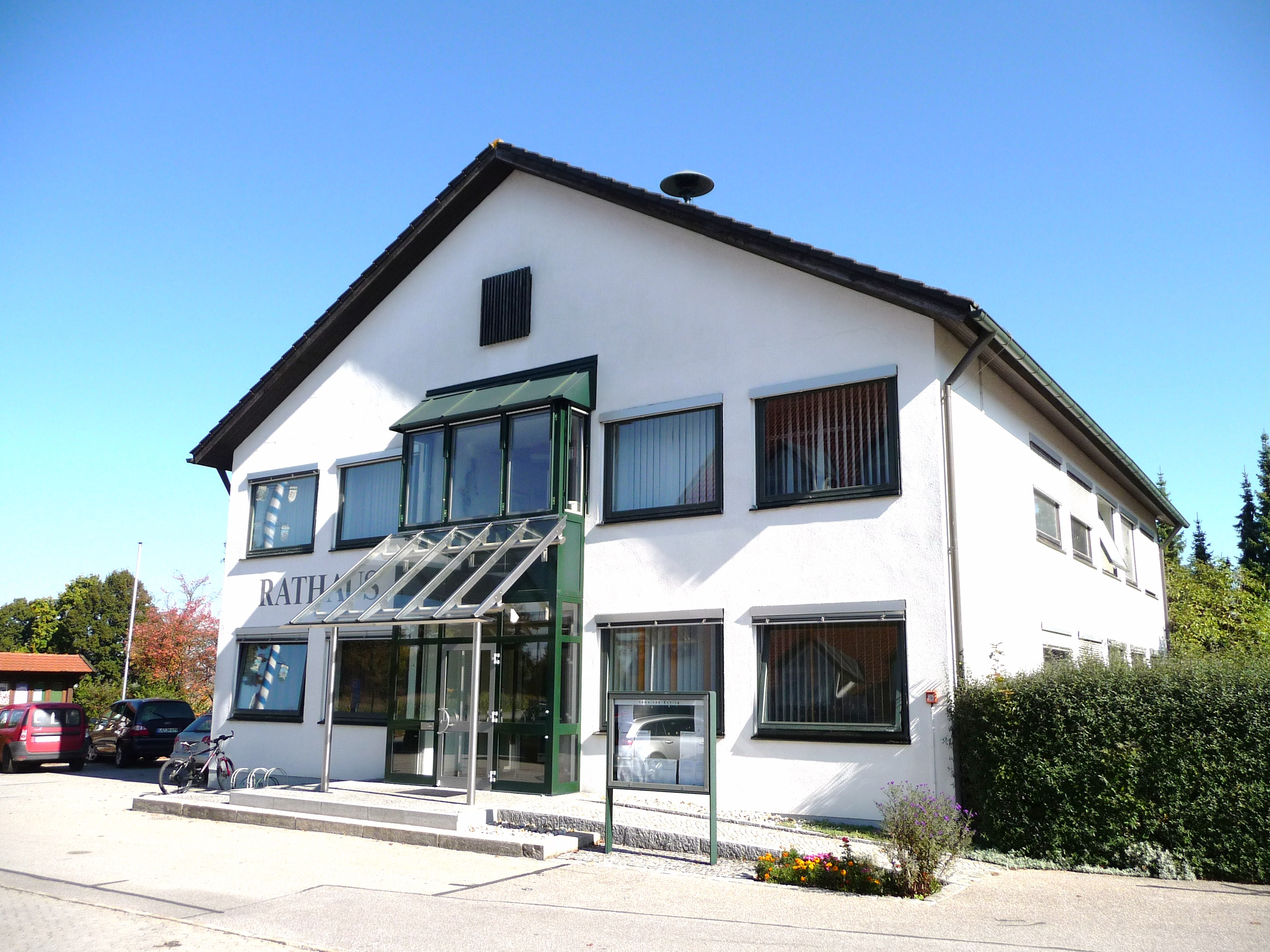
Rathaus der Gemeinde Eching im Ortsteil Viecht

Acht Monate nach Kriegsende fanden am 27. Januar 1946 die ersten Kommunalwahlen (Gemeinderatswahlen) in den kreisangehörigen Gemeinden Bayerns statt. In den Monaten April und Mai 1946 folgten dann noch die ersten Wahlen der Bürgermeister, Landräte sowie Kreistage. 2006 wurde das 60-jährige Jubiläum begangen.
Die Gemeindesteuereinnahmen betrugen im Jahr 1999 umgerechnet 1675 T€, davon betrugen die Gewerbesteuereinnahmen (netto) umgerechnet 349 T€.
Die Gemeinde ist Mitglied in folgenden Zweckverbänden:
- Regionaler Planungsverband Landshut
- Schulverband Kronwinkl
- Zweckverband Kommunale Verkehrsüberwachung Südostbayern
- Zweckverband Wasserversorgung Isar-Vils

Außerdem nimmt sie am Dialogforum Ost-Süd-Umfahrung Landshut teil.
Die Gemeinde erbringt 304 behördliche Leistungen.

### Bürgermeister und Gemeinderat
Erster Bürgermeister ist Max Kofler (Freie Wählergemeinschaft). Dieser wurde im Jahr 2020 Nachfolger von Andreas Held (Freie Wählergemeinschaft). Die Amtszeit von Andreas Held (* 1951) betrug 18 Jahre. Er wurde jeweils 2008 und 2014 im Amt bestätigt.
Kommunalwahl 2020 – Sitze:
- FWG: 7
- CSU/Junge Liste: 6
- Bündnis 90/Die Grünen: 2
- SPD: 1[9]

### Wappen
| | Blasonierung: „Gespalten von Rot und Silber; vorne eine silberne Zinnenmauer mit zwei Zinnen, hinten eine bewurzelte grüne Fichte.“ |
| Wappenbegründung: Die Zusammensetzung des Gemeindewappens erinnert an die Bildung der heutigen Gemeinde Eching aus den bis 1970 selbstständigen Gemeinden Berghofen, Eching, Haunwang, Kronwinkl und Viecht. Die Mauer mit den zwei Zinnen im vorderen Feld ist vom Familienwappen der Grafen von Preysing hergeleitet, die ihren Hauptsitz in Kronwinkl hatten. Die Besitz- und Herrschaftsrechte der Preysing haben die historische Entwicklung im heutigen Gemeindegebiet seit dem Hochmittelalter nachhaltig geprägt. Die Fichte im hinteren Feld ist redendes Symbol für den Gemeindeteil Viecht, ursprünglich eine Siedlung an einem Fichtenwald. Dieses Wappen wird seit 1975 geführt. | |

## Kultur und Sehenswürdigkeiten

### Bauwerke

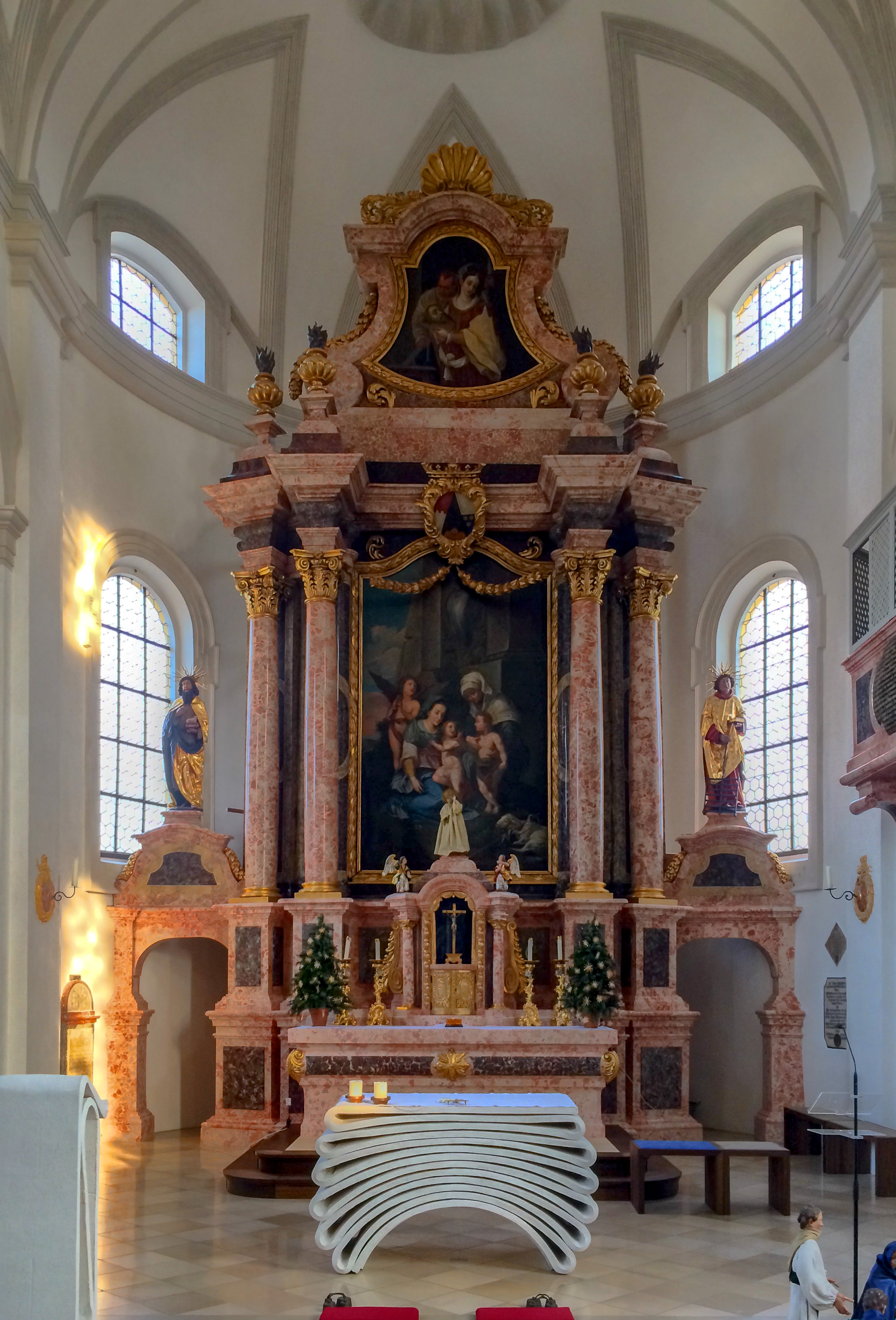
St. Johann Baptist Eching bei Landshut Hochaltar

- Pfarrkirche St. Johann Baptist. Seit dem 9. Jahrhundert steht in Eching am Isarufer eine Kirche. Am 3. Juni 1702 stürzte infolge von Abspülungen der Turm mit einem Teil des gotischen Kirchenschiffes ein. Das jetzige Barockbauwerk entstand 1710 bis 1711 durch den Landshuter Stadtbaumeister Wolfgang Echam und den ebenfalls aus Landshut stammendem Hofzimmermeister Wolf Egkhart. Die Ausstattung ist einheitlich barock mit einem Stuckmarmorhochaltar, das Altarblatt von 1708 zeigt Maria mit Kind und Johannes. Im Rahmen der 2013 abgeschlossenen Restaurierung wurde der nach dem zweiten Vatikanum in Anlehnung an den Hochaltarstipes geschaffene Volksaltar durch einen zeitgenössischen Keramikaltar – den ersten Keramikaltar in einer deutschen Kirche – ersetzt.[11] In der Kirche befinden sich Grabmale des 16. Jahrhunderts.
- Schloss Kronwinkl. Am Isarhochufer liegt die Stammburg derer von Preysing. Der Bergfried stammt aus dem 12./13. Jahrhundert, die Wohnbauten entstanden im 16./17. Jahrhundert an der gotischen Ringmauer.

### Grünflächen und Naherholung

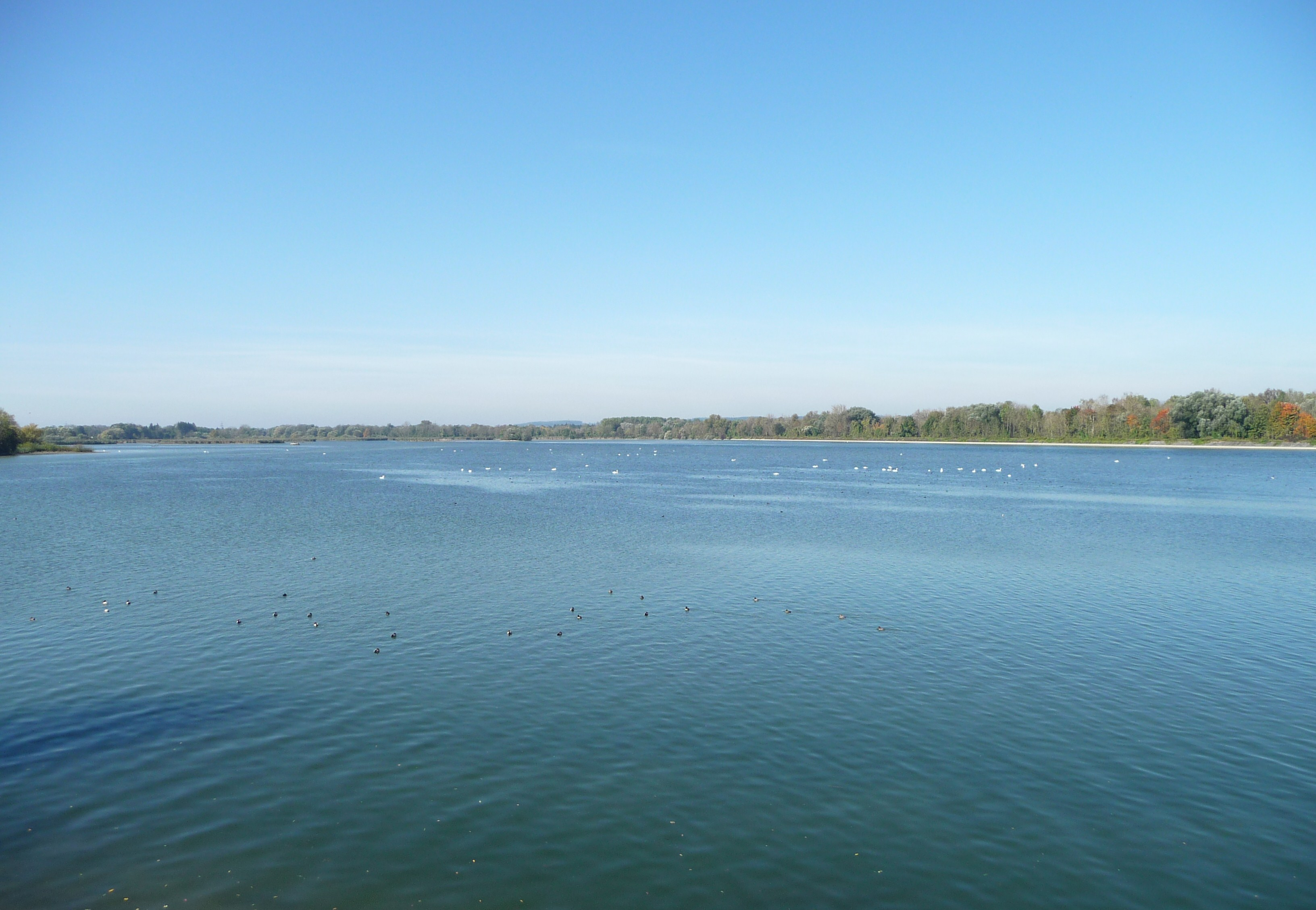
Der Echinger Stausee, Teil der Vogelfreistätte Mittlere Isarstauseen

Das 1982 errichtete Naturschutzgebiet Vogelfreistätte Mittlere Isarstauseen zählt zu den wertvollsten Wasservogelschutzgebieten Bayerns und ist Bestandteil des Europäischen Schutzgebietsnetzes Natura 2000.
Der Landshuter Höhenwanderweg führt von Buch am Erlbach aus über Niedererlbach, Berghofen, Kronwinkl, Viecht, Tiefenbach bis nach Landshut. Er ist ausgestattet mit Schautafeln und bietet interessante Abstecher.

## Wirtschaft und Infrastruktur
Es gab 1998 nach der amtlichen Statistik im produzierenden Gewerbe 362 und im Bereich Handel und Verkehr 535 sozialversicherungspflichtig Beschäftigte am Arbeitsort. In sonstigen Wirtschaftsbereichen waren am Arbeitsort 244 Personen sozialversicherungspflichtig beschäftigt. Sozialversicherungspflichtig Beschäftigte am Wohnort gab es insgesamt 1053. Im verarbeitenden Gewerbe gab es 8 Betriebe und im Bauhauptgewerbe 4 Betriebe.
In Folge einer entsprechenden Bewertung ihrer Wirtschaftskraft wurden der Gemeinde Eching vom Freistaat Bayern für das Jahr 2015 Schlüsselzuweisungen in Höhe von 58.828 Euro zugeteilt. In den darauffolgenden Jahren bis einschließlich 2019 erfolgte keine weitere Zuteilung. Für das Jahr 2020 wurden wieder 52.532 Euro zugeteilt.
| Zuweisungen an  | Jahr   | Jahr | Jahr | Jahr | Jahr | Jahr   |
| Zuweisungen an  | 2015   | 2016 | 2017 | 2018 | 2019 | 2020   |
| --------------- | ------ | ---- | ---- | ---- | ---- | ------ |
| Gemeinde Eching | 58.828 | 0    | 0    | 0    | 0    | 52.532 |

### Land- und Forstwirtschaft
Es gab 1998 nach der amtlichen Statistik im Bereich der Land- und Forstwirtschaft 14 sozialversicherungspflichtig Beschäftigte am Arbeitsort. Bestanden im Jahr 1999 noch 64 landwirtschaftliche Betriebe ging diese Zahl bis 2010 auf 37 zurück.
| Betriebsgröße in ha | Anzahl der Betriebe | Anzahl der Betriebe |
| Betriebsgröße in ha | 1999                | 2010                |
| ------------------- | ------------------- | ------------------- |
| unter 5             | 11                  | -                   |
| 5 bis unter 10      | 18                  | 7                   |
| 10 bis unter 20     | 11                  | 11                  |
| 20 bis unter 50     | 14                  | 8                   |
| 50 oder mehr        | 10                  | 11                  |
| Gesamt              | 64                  | 37                  |

Die landwirtschaftlich genutzte Fläche betrug 1999 1663 ha, davon waren 1506 ha Ackerfläche und 100 ha Dauergrünfläche.

### Breitbandausbau
Im Rahmen der Richtlinie zur Förderung des Aufbaus von Hochgeschwindigkeitsnetzen im Freistaat Bayern vom 10. Juli 2014 steht den Gemeinden ein Förderbetrag von mindestens 500.000 Euro und maximal 950.000 Euro zur Verfügung; für Eching beträgt dieser bis zu 780.000 Euro.

### Bauen und Wohnen
| Gemeindeteil | Wohnbauflächen ausgewiesene Baugebiete | unbeplanter Innenbereich | ausgewiesene gewerbliche Bauflächen | Einheimischen- Modell | Ackerland |
| ------------ | -------------------------------------- | ------------------------ | ----------------------------------- | --------------------- | --------- |
| Eching       |                                        | 150 €                    |                                     |                       | 16,00 €   |
| Viecht       | 190 €                                  | 185 €                    |                                     |                       | 16,00 €   |
| Weixerau     | 190 €                                  | 185 €                    | 80 €                                |                       | 16,00 €   |
| Kronwinkl    |                                        | 170 €                    |                                     |                       | 16,00 €   |
| Berghofen    | 185 €                                  | 185 €                    |                                     |                       | 16,00 €   |
| Haunwang     | 175 €                                  | 175 €                    |                                     |                       | 16,00 €   |
| Hofham       |                                        | 150 €                    |                                     |                       | 16,00 €   |

### Bildung
Es gibt folgende Einrichtungen (Stand: 1999):
- Volksschule Kronwinkl-Ast
- Kindergärten: 71 Kindergartenplätze mit 108 Kindern